# Alois Wey
Alois Wey, né le 9 juillet 1894 à Murg dans la commune de Quarten et mort le 25 mai 1985 à Wittenbach, est un créateur d'art brut suisse.

## Biographie
Ainé d'une famille de sept enfants, Alois Wey est élevé par sa grand-mère. À sa mort, alors qu'il a neuf ans, il rejoint ses parents à Saint-Gall, quitte l'école à 14 ans et devient couvreur, comme son père. Mais il exerce ensuite un grand nombre de métiers, ouvrier, maçon, mineur, valet de ferme. En 1919, il rejoint la Croix-Bleue suisse et lutte contre son alcoolisme.
En 1971, à 77 ans, Alois Wey est encore commis de cuisine au buffet de la gare de Zurich lorsqu'il prend sa retraite. Quelques années plus tard, en 1974, il est admis dans la maison de retraite Bürgerheim Kappelhof de Wittenbach. C'est là qu'à 80 ans, il commence à dessiner. Il dessine des palais de rêve, des bâtiments, des églises, représentés à plat, sans volume, qui se déploient d'un bout à l'autre de la feuille. Ses architectures, richement décorées de portes cochères et des motifs géométriques, sont systématiquement surmontées d’une chaîne de montagnes en arrière-plan, en haut du dessin. Ses premiers dessins, réalisés au crayon de couleur, représentent des architectures réalistes dans des teintes plutôt mates. Progressivement, les couleurs deviennent plus vives et ses représentations évoluent vers des bâtiments fantastiques.